# Fernán Mirás
Fernán Gonzalo Mirás (* 17. července 1969 Buenos Aires, Argentina) je argentinský herec.
Debutoval na konci 80. let 20. století, kdy se objevil v divadle, filmu i televizi. Během následující dekády ztvárnil hlavní role například ve snímcích Divoké tango, životní příběh Tanguita (1993) či Buenos Aires viceversa (1996). Mezi lety 1991 a 1993 hrál v seriálu La banda del Golden Rocket, ve druhé polovině desetiletí potom v seriálech Chiquititas, Verano del 98, a Vulnerables. K dalším televizním seriálům, kde ztvárnil hlavní role, patří například Tiempos compulsivos, Viudas e hijos del rock and roll, Loco por vos a Argentina, tierra de amor y venganza. Hrál také ve filmech, jako jsou Éra vinylu (2012), Můj německý přítel (2012), Re loca (2018) či El último hombre (2018).
V roce 2017 režíroval snímek El peso de la ley, na jehož scénáři se také podílel.